# Gare de Saint-Féliu-d’Avall
Gare de Saint-Féliu-d'Avall vasútállomás Franciaországban, Saint-Féliu-d'Avall településen.

## Vasútvonalak
Az állomást az alábbi vasútvonalak érintik:
- Perpignan-Villefranche - Vernet-les-Bains-vasútvonal

## Kapcsolódó állomások
A vasútállomáshoz az alábbi állomások vannak a legközelebb:
- Gare du Soler
- Gare de Millas